# Artère bulbaire
L'artère bulbaire (ou  artère périnéale profonde ou artère transverse profonde du périnée) désigne de façon neutre deux artères qui possèdent des noms différents selon le sexe dans la nomenclature anatomique TA2 :
- chez la femme, l'artère du bulbe du vestibule[1],[2],
- chez l'homme, l'artère du bulbe du pénis[3],[4].